# トカプチュプカムイ
トカプチュプカムイ（ペケレチュプカムイ）は、アイヌにおける太陽のカムイ。
トカプチュプカムイは｢日中に輝く太陽のカムイ｣・ペケレチュプカムイは「明るい太陽のカムイ」という意味で、女性のカムイと考えられた。生活に密着した存在ではないため、アイヌでは高位の存在とはされたものの深くは信仰されなかった。

## アイヌ神謡におけるペケレチュプカムイ
アイヌラックルやオキクルミの神謡にイレスサポ（育ての姉）として登場する。アイヌラックル出生譚においてはアイヌラックルの父とし男性神とする話もあれば、コタンカラカムイの妹とし女性神とする話も残る。実生活においては女性神として扱われる場合が多かった。
地上創造神話やアイヌラックルに救出される話などに姿を残す。